# Lodi TIBB
Lodi TIBB is een metrostation in de Italiaanse stad Milaan dat werd geopend op 12 mei 1991 en wordt bediend door lijn 3 van de metro van Milaan.

## Geschiedenis
Het station ligt op het traject dat in het metroplan van 1952 als zuidtak van lijn 4 was voorgesteld. In 1977 werd het echter als Porta Romana FS in het tracébesluit van lijn 3 opgenomen. Deze naam kwam van het gelijknamige station aan de ringspoorlijn dat ten zuiden van het metrostation ligt. Om verwarring met de iets noordelijker gelegen stadspoort te voorkomen werd gaande het project besloten om het station Tecnomasio te noemen als verwijzing naar de treinenfabriek Tecnomasio Italiano Brown Boveri die hier in de buurt stond. Toen het station in 1991 werd geopend kreeg het de naam Lodi TIBB waarmee werd aangesloten bij de geografische ligging onder de Corso Lodi. 

## Ligging en inrichting
De toegangen liggen aan de west- en zuidkant van het Piazzale Lodi rond de Viale Isonzo en de verdeelhal ligt boven de perrons onder de zuidoostkant van het plein. Hoewel het station als overstappunt op de ringspoorlijn wordt gezien en de perrons ondergronds bijna tot de ringspoorlijn doorlopen is aan die kant geen toegang tot het metrostation. Geheel in de stijl van lijn 3 heeft het station een geel rooster als plafond en zijn de wanden afgewerkt met grijze blokken. De zijperrons liggen in een dubbelsporige tunnel met zuilen tussen de sporen. De moderniseringsplannen van het station aan de ringlijn voorzien evenmin in een zuidelijke toegang tot de metro en komen voor de overstappers niet verder dan een pergola tussen de beide stations. 

## Speelfilm
De scène “Het kaartje is betaald” in de film Nati Stanchi uit 2002 is opgenomen in de verdeelhal.